# Fernando de Moraes
Fernando de Moraes, häufig nur Fernando, (* 21. Januar 1980 in São Paulo) ist ein ehemaliger brasilianisch-australischer Fußball- und Futsalspieler. In Brasilien spielte er nur unterklassig, in seiner Wahlheimat Australien avancierte er beim zweitklassigen victorianischen Staatsligisten South Melbourne FC zum Publikumsliebling. Für die New Zealand Knights spielte er Ende 2006 einige Partien in der A-League. Seit seiner Einbürgerung trat er auch vielfach für die australische Futsalnationalmannschaft an.

## Karriere
Fernando spielte bis zu seinem 21. Lebensjahr auf Vereinsebene ausschließlich Futsal, unter anderem bei Corinthians São Paulo. Bis 2004 spielte Fernando mit dem brasilianischen Fußballklub Palestra de São Bernardo aus São Bernardo do Campo im Umland der Stadt São Paulo in der vierten Staatsliga, ehe er nach Melbourne zu seiner Schwester zog und sich dort dem South Melbourne FC, einem Verein der essentiell von griechischen Einwanderern gegründet wurde, anschloss.
Fernando etablierte sich rasch in der Mannschaft. Auf Empfehlung reiste er im Juni 2006 nach Athen um beim dortigen Egaleo AO ein Probetraining zu absolvieren, bekam aber kein Angebot und war drei Wochen später wieder in Melbourne. Trotz seiner Abwesenheit war er am Ende der Saison mit 12 Treffern bester Torschütze des Vereins in der Staatsliga. Mit 13 Punkten Rückstand hinter Oakleigh Cannons war South Melbourne Dritter der Liga qualifizierte sich aber über die Play-offs für das Finale, in dem Altona Magic am 24. September mit 1:0 besiegt wurde. Fernando wurde dabei als bester Spieler des Finals mit der Jimmy Rooney Medal ausgezeichnet.
Anschließend spielte der offensive Mittelfeldspieler einige Zeit beim neuseeländischen A-League-Klub New Zealand Knights. Er debütierte am 22. Oktober bei einer 2:4-Niederlage bei Adelaide United. Noch bevor Ende Dezember war er aussortiert. Nach einer enttäuschenden Zeit für Verein und Spieler und nur einer Handvoll Spielen, zudem primär als Wechselspieler, war er bereits im Februar 2007 wieder in Melbourne wieder und unterschrieb einen Zweijahresvertrag bei South Melbourne.
Durch ein pfiffiges Tor, bei dem er den etwas achtlosen Torwart von Sunshine George Cross ausmanövrierte wurde er dann auch in Brasilien zum Star, wenngleich auch nur für eine halbe Minute.
Fernando nahm mit der australischen Futsalnationalmannschaft an der Asienmeisterschaft 2008 teil. Trotz seiner zwei Treffer im Viertelfinale gegen Gastgeber Thailand unterlag Australien mit 2:5 , wodurch Australien erstmals die WM-Endrunde verpasste. Im Mai 2012 trug er mit einem wichtigen Treffer bei einem 3:2-Sieg gegen Kuwait zur Qualifikation der Qantas Futsalroos zur Futsal-Weltmeisterschaft 2012 in Thailand bei. Dort war er Stammspieler, Australien schied aber nach 1:9, beziehungsweise 1:7 Niederlagen gegen Italien und Argentinien bei nur einem Sieg gegen Mexiko in der ersten Runde aus.
Nach Agenor Muniz, der in den 1970er Jahren für die A-Nationalmannschaft antrat, ist Fernando de Moraes der zweite eingebürgerte Brasilianer, der für eine Auswahl des australischen Fußballverbands spielte.